# Inger Nyström
Inger Nyström, född Edebäck den 18 april 1936 i Karlskrona, är en svensk tidigare jurist.

## Biografi
Inger Nyström blev juris kandidat vid Stockholms högskola 1959. Efter tingstjänstgöring 1959–1962 anställdes hon 1962 vid åklagarmyndigheten i Stockholm och 1964 hos landsfogden i Stockholm. Hon återvände 1965 till åklagarmyndigheten där hon arbetade till 1976. Nyström blev avdelningsdirektör hos riksåklagaren 1977, var adjungerad ledamot i Svea hovrätt 1979–1980 och blev byråchef hos riksåklagaren 1980. Inger Nyström var justitieråd i Högsta domstolen 1986–2003.
Efter att ha avslutat sitt värv i Högsta domstolen har Nyström uppmärksammats för att tillsammans med professorerna Christian Diesen och Madeleine Leijonhufvud kritiserat justitiekanslern Göran Lambertz.

### Familj
Inger Nyström är dotter till Allan Edebäck och Ingegärd, född Hjortzberg. Hon gifte sig 1959 med advokaten Olof Nyström. Hon är mor till Katarina Nyström (gift Ros).

## Kända HD-domar
NJA 1991, sid 83: Domen berör bevisvärdering i till exempel våldtäktsmål.

## Notationer
1. ↑  Nyström, Inger i Vem är det 1993
2. ↑  Vem är det 2007 s. 448.
3. ↑  ”Justitiekanslern och rättssäkerheten i Sverige”. NKMR - Nordiska Kommitten för Mänskliga Rättigheter. 22 januari 2007. Arkiverad från originalet den 27 mars 2009. https://web.archive.org/web/20090327034428/http://www.nkmr.org/justitiekanslern_och_rattssakerheten.htm.
4. ↑  Christian Diesen, Madeleine Leijonhufvud, Inger Nyström (20 december 2006). ”"Lambertz är olämplig som justitiekansler"”. Dagens Nyheter. https://www.dn.se/debatt/lambertz-ar-olamplig-som-justitiekansler/.